# Miracle econòmic italià
El miracle econòmic italià (italià: il miracolo economico) és el nom donat i utilitzat pels historiadors, economistes, la premsa i els mitjans de comunicació en general en designar el període de perllongat i sostingut creixement econòmic a Itàlia en el lapse de temps comprès entre els anys finals de la Segona Guerra Mundial i fins a finals dels anys 60, en particular el transcorregut entre els anys 1958 i 1963. Aquesta era de la història italiana representa no només una pedra angular en el desenvolupament social i econòmic del país citat, car es transformà d'un país marginal i agrícola; en si pobre, en una de les majors potències industrials del món, però que no només canvià en allò relatiu a l'economia, i veié el seu sorgiment en els camps de la cultura i donà profunds canvis a la seva societat i els seus costums. Tal com seria assumit per alguns historiadors posteriorment, cap a la fi dels anys 70, "el cobriment i la protecció a la societat en la seva assistència i el seu sistema de salut i la seva cobertura han sigut fets de manera relativament comprensiva i generosa. L'estàndard de benestar material en el mode de vida és vastament basat perquè es vegi el canvi tan transcendent i la gran millora d'allò que abans vivia la població".

## Història

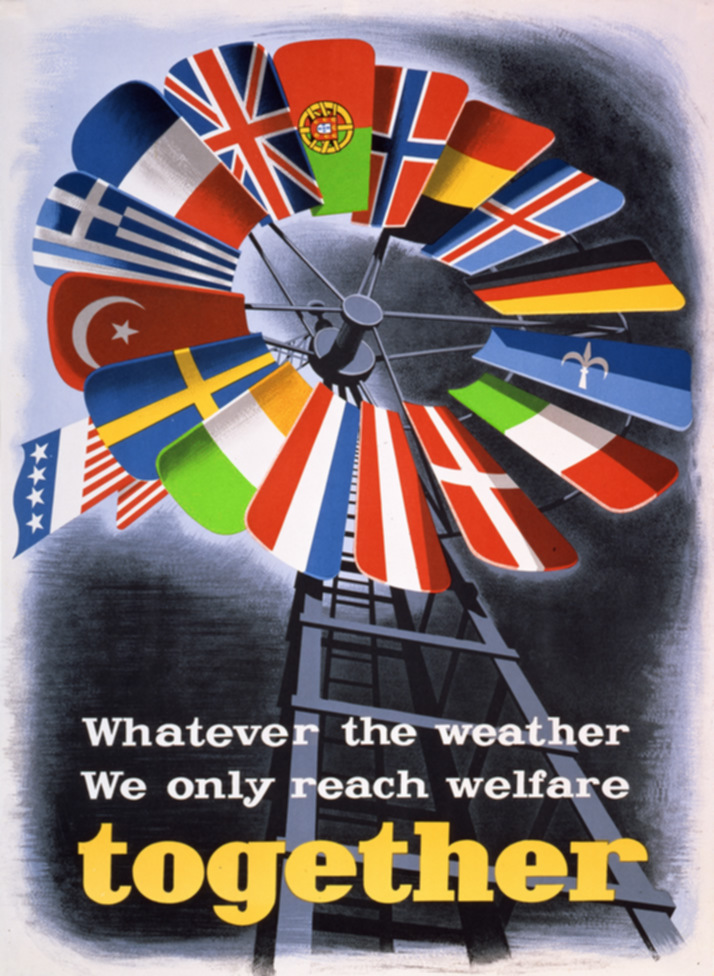
Un dels nombrosos pòsters creats a favor de la promoció del Pla Marshall a Europa

Després de la fi de la guerra, Itàlia fou envaïda durant i al final de la guerra; durant i al final de la guerra; en primera fase seria ocupada i administrada per exèrcits aliats, com succeí després de la seva adhesió a l'Eix, on primer la Itàlia d'Il Duce seria l'exemple per l'Alemanya nazi d'aleshores, i que després caigué sent envaïda posteriorment per les tropes nazis fundant una efímera república; i després per altres exèrcits dels aliats, després per ser sotmesa per l'oposició a unes condicions que empitjoraren el mode de vida de la població en general, sense importar l'invasor; cosa que feu crònic el problema del desenvolupament davant de les més avançades economies europees d'aleshores. Tanmateix, amb el nou ordre geopolític després de la consolidació de la guerra freda feren possible que l'anterior enemic en la guerra, Itàlia; un país pont entre l'Europa occidental i el Mediterrani, ara passés de ser una democràcia fràgil davant dels forts embats provinents de la proximitat de la posició rival, i davant de la presència d'un partit comunista fort, un dels més afavorits després de la implementació del Pla Marshall, després que es considerés que Itàlia corria el perill de tornar-se una nació comunista aviat, davant d'això als Estats Units es prengué la decisió que a aquesta nació se li devia donar l'estatus d'un important aliat pel món lliure, després de la qual cosa començaria a rebre els generosos fons proveïts en el mencionat acord d'ajuda per la reconstrucció, rebent prop de 1.204 milions de dòlars entre el 1947 i el 1951. Després de la fi del Pla, causa suficient per haver aturat la recuperació i el seu sosteniment, es coincideix amb l'inici dels conflictes al punt crucial de la guerra a la península coreana (transcorreguda entre el 1950 i el 1953), en la qual la demanda de metalls i altres productes manufacturats serví de fort estímul pel creixement de cada ram industrial a Itàlia i altres nacions aliades als EUA. A més, amb la firma a Roma, el 1957, de la creació de la Comunitat Econòmica Europea, del qual Itàlia seria un dels membres fundadors, li proveïren un mercat més ample i majors inversions i li facilitaren al seu torn les exportacions.
Els mitjans històrics favorables abans mencionats li permetrien mantenir les seves perspectives de creixement econòmic, combinats aquests amb la presència d'una gran i barata força laboral, li donaren els fonaments per un creixement econòmic espectacular. El boom desencadenat, almenys fins a les vagues massives de la "Tardor Calenta", i el descontentament social d'entre 1969-70; combinats amb la posterior crisi petrolera, refredaren gradualment l'economia, que mai retornaria als nivells de creixement de la postguerra. L'economia italiana experimentà un superàvit en el seu nivell de creixement PIN del 5,8% per any entre 1951–63 i del 5,0% entre 1964-73. sent les taxes italianes les segones, seguint de molt a prop les d'Alemanya occidental, a Europa, i en les xifres de l'Organització per la Cooperació i el Desenvolupament Econòmic, aquestes eren només superades per les del Japó, economia que en el mateix període tenia el mateix trànsit accelerat en el seu creixement. El 1963, el president estatunidenc, John F. Kennedy, descrigué personalment l'extraordinari creixement econòmic a Itàlia en un sopar oficial amb el President d'Itàlia, Antonio Segni, dut a terme a la ciutat de Roma, citant-se que "el creixement de […] l'economia i la indústria, i la millora en els estàndards de vida en els anys posteriors a la postguerra han sigut realment fenomenals. Una nació que en una ocasió literalment estava en ruïnes, enfonsada en una desocupació molt accentuada i una taxa d'inflació elevada, ha sabut expandir les seves exportacions i els seus assoliments econòmics, ha estabilitzat els seus costos i les seves despeses, ha donat valor a la seva moneda, ha creat nous llocs de treball i ha desenvolupat les seves indústries a una taxa inabastable al món occidental".

## Influència en la societat i la cultura

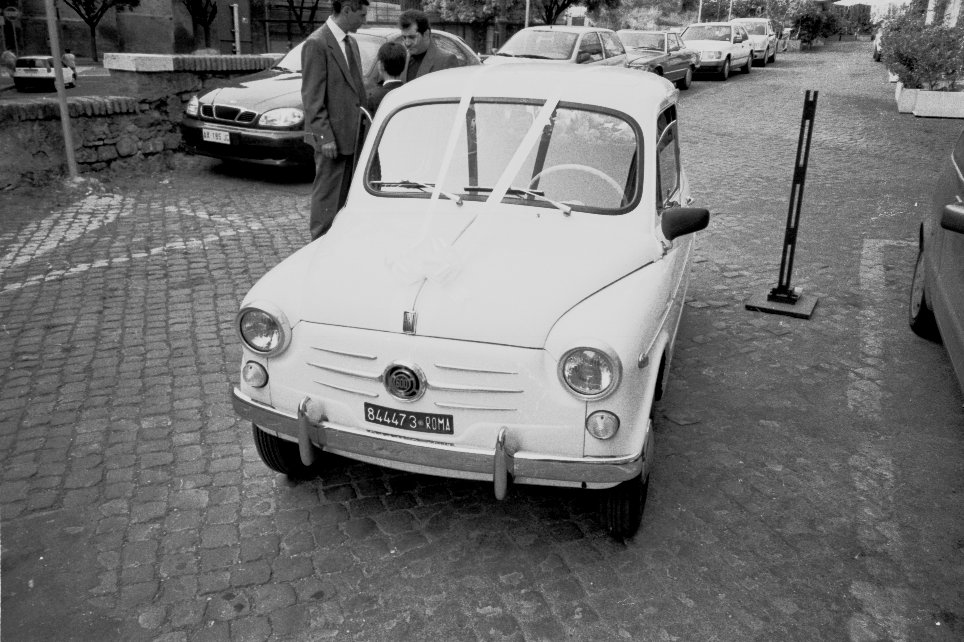
L'icònic Fiat 600, un cotxe de classe mitjana, que seria l'auto dels somnis dels obrer i les mestresses de casa, a part de un símbol d'estatus en els anys 1950-60 a Itàlia.

La ràpida expansió econòmica induí l'arribada de fluxos massius d'immigrants de les zones rurals del sud d'Itàlia a les províncies del nord i els seus centres industrials. L'emigració fou especialment dirigida per assortir de personal les plantes, allò que es denomina com la zona del "triangle industrial", una regió compresa entre els majors centres de producció de Milà i Torí i el port marítim i terminal de despatxos de Gènova. Entre el 1955 i el 1971, prop d'un estimat de 9 milions de ciutadans es veieren implicats en les migracions interregionals que tingueren lloc aleshores a Itàlia, on fins i tot es veié la desaparició de pobles sencers per les massives migracions dels seus habitants als grans emporis industrials del nord italià.
Per les necessitats de modernització en l'economia i la societat de la Itàlia d'aleshores es crearen les condicions implícites per l'augment de la construcció de noves infraestructures per així cobrir la ingent demanda en les necessitats de transport i de generació d'energia per la puixant indústria. Milers de quilòmetres de ferrocarrils i d'autopistes serien completats en temps rècord, les que serien necessàries per interconnectar els centres d'habitació urbans amb les àrees industrials, mentre que centenars de preses i plantes d'electricitat foren construïdes arreu d'Itàlia, negligint-se els factors geològics i mediambientals en el procés, desencadenant-se posteriors incidents. Juntament amb un "boom" dins del mercat dels béns arrel, incrementat per la forta pressió demogràfica en creixement, li donaren l'últim toc a la superexplosió de grans centres i conurbacions perifèriques. Vastos blocs d'apartaments barats i d'ús públic foren fets prop de les grans ciutats, llegant greus problemes de sobrepoblació, degradació de les condicions de vida i pel medi ambient, alts índexs de contaminació, i el descarat augment de la violència als carrers. El medi ambient estigué constantment sota l'amenaça de la ferotge expansió de la indústria, arribant a nivells de destrucció mai abans vistos sobre els ecosistemes naturals i escampant-se la contaminació de l'aire i l'aigua, així com la pol·lució i els desastres ecològics com el de la presa del Vajont i el col·lapse de la planta de químics de Seveso tingueren lloc, fins que la "consciència verda" començà a desenvolupar-se des dels anys 80.
Alhora, es doblà el creixement del producte intern brut d'Itàlia, fins i tot per sobre dels nivells d'entre el 1950 i el 1962, cosa que tindria una gran incidència en la societat i la cultura. La societat italiana, principalment rural i exclosa dels "beneficis" de l'economia moderna durant la primera meitat del segle, es veuria aclaparada per l'estrepitosa allau de béns de consum barats i variats, com els automòbils, televisors i rentadores. Entre el 1951 i el 1971, l'ingrés per capita en termes reals d'abast, acompanyats per una significativa millora en les xifres de consum i els patrons de vida i les condicions socials predominants, s'eleva als nivells comuns de l'Europa occidental. El 1955, en el moment; només el 3% dels propietaris d'habitatges disposaven de refrigeradors i un 1% de rentadores, mentre que el 1975 els percentatges eren d'un 94% i un 76%, respectivament. A més d'això, el 66% de les llars disposaven de vehicles pel seu ús. El 1954 la cadena de mitjans nacional Radiotelevisione italiana comença la transmissió regular dels seus serveis de televisió. La persuasiva influència dels mitjans de comunicació i del consumisme en la societat foren no gaire ben vistos i en alguns casos foren ferotgement criticats pels intel·lectuals com Pier Paolo Pasolini i Luciano Bianciardi, que denunciaren una forma irregular i "serpentosa" d'homologació de costums estrangers ja la posterior decadència cultural del capitalisme salvatge, desencadenat pel consumisme sense meta desencadenat. Pel·lícules populars com Il sorpasso i I mostri filmades per Dino Risi, Il Boom de Vittorio De Sica i C'eravamo tanto amati d'Ettore Scola estigmatitzaren de manera eficaç el narcisisme i la rampant immoralitat que caracteritzaren els més fervents anys del miracle econòmic a Itàlia.